# دین در روسیه
دین در روسیه (۲۰۱۲)
ادیان در روسیه متنوع اند، و قانونی مصوب ۱۹۹۷ مسیحیت، اسلام، بوداگرایی، و یهودیت را در تاریخ روسیه حائز اهمیت می‌داند. مسیحیت ارتدکس (زبان روسی: Православие Pravoslaviye) بزرگترین دین و دین سنتی روسیه است، که بر اساس قانونی مصوب ۱۹۹۷ بخشی از میراث تاریخی روسیه است.
کلیسای ارتدوکس روسی دین غالب در روسیه است. بیش از ۹۵٪ کلیساهای ارتدکس ثبت شده به کلیسای ارتدوکس روسی وابسته‌اند و تعداد کمتری کلیساهای ارتدکس دیگر هم وجود دارند. به هر روی اکثریت قاطع مؤمنین ارتدکس هر روزه به کلیسا نمی‌روند.
در اوت ۲۰۱۲ اولین ارزیابی جامعه شناسانه پیروان مذهبی در روسیه بر اساس خودشناسایی با اطلاعات ۷۹ تا ۸۳ درصد از اتباع فدرال روسیه منتشر شد. از جمعیت ۱۴۲٬۸۰۰٬۰۰۰ ارزیابی، ۵۸٬۸۰۰٬۰۰۰ یا ۴۱٪ ارتدکس روسی، ۹٬۴۰۰٬۰۰۰ یا ۶٫۵٪ مسلمان (سنی، شیعه، و اکثریتی از مسلمین غیر وابسته)
، ۵٬۹۰۰٬۰۰۰ یا ۴٫۱٪ مسیحیت غیر وابسته، ۲٬۱۰۰٬۰۰۰ یا ۱٫۵٪ پیروان دیگر کلیساهای ارتدکس (نظیر ارمنی، گرجی، اوکراینی)، ۱٬۷۰۰٬۰۰۰ یا ۱٫۲٪ پیگن (از جمله ادیان رودنوری، استگ دین، نئوپیگنیسم قفقازی ونئوپیگنیسم اورالی) یا تنجریست‌ها (ترکو-مغول شمن‌باوری)، ۷۰۰٬۰۰۰ یا ۰٫۵٪ بوداگرایی (اغلب واجرایانا)، ۴۰۰٬۰۰۰ یا ۰٫۲٪ are مؤمنین قدیمی ارتدکس، ۳۰۰٬۰۰۰ یا ۰٫۲٪ پروتستانتیسم، ۱۴۰٬۰۰۰ پیروان مناطق شرقی از جمله هندوئیسم و کریشناییان، ۱۴۰٬۰۰۰ کلیسای کاتولیک، ۱۴۰٬۰۰۰ یهودیت هستند. تعداد بهاییان ۱۸٬۹۹۰ در ۲۰۰۵ تخمین زده شد. بقیهٔ جمعیت ۳۶٬۰۰۰٬۰۰۰ یا ۲۵٪ مردم «معنوی ولی غیر دینی» هستند، ۱۸٬۶۰۰٬۰۰۰ یا ۱۳٪ بی‌خدایی و بی‌دین و ۷٬۹۰۰٬۰۰۰ یا ۵٫۵٪ از کل جمعیت «هنوز تصمیم نگرفته‌اند».

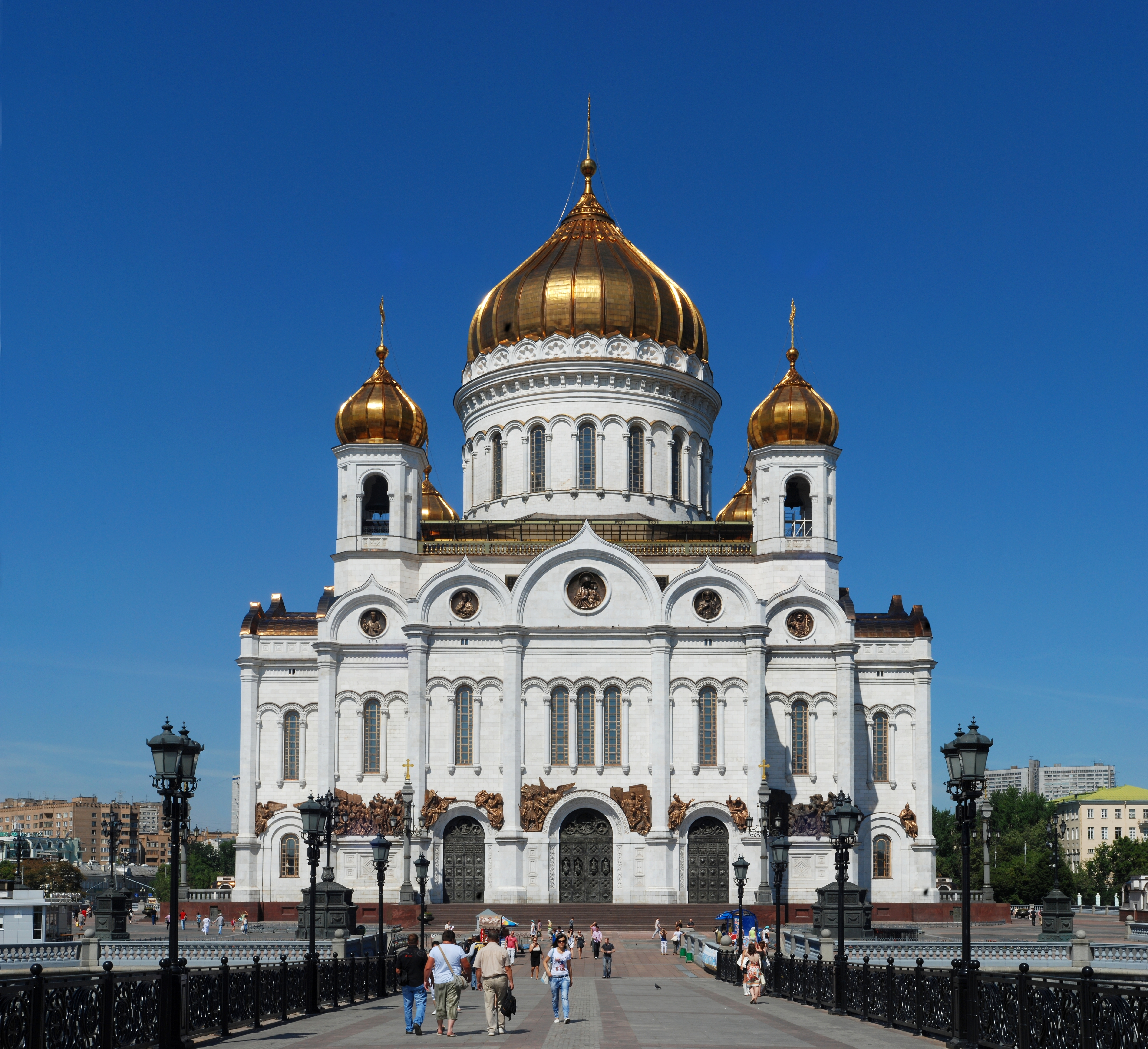
یک کلیسای جامع در مسکو

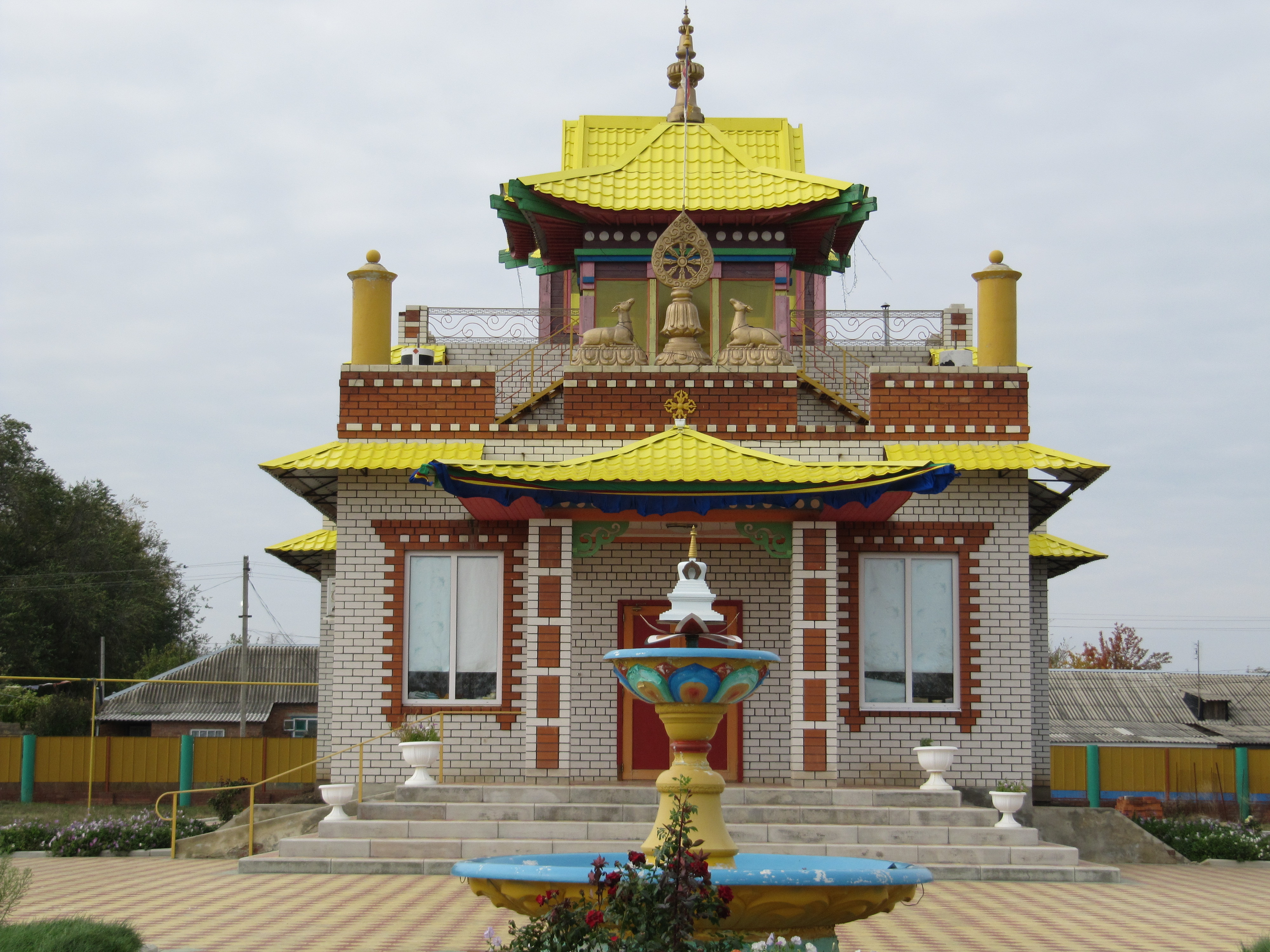
معبد بودایی قالموق‌ها

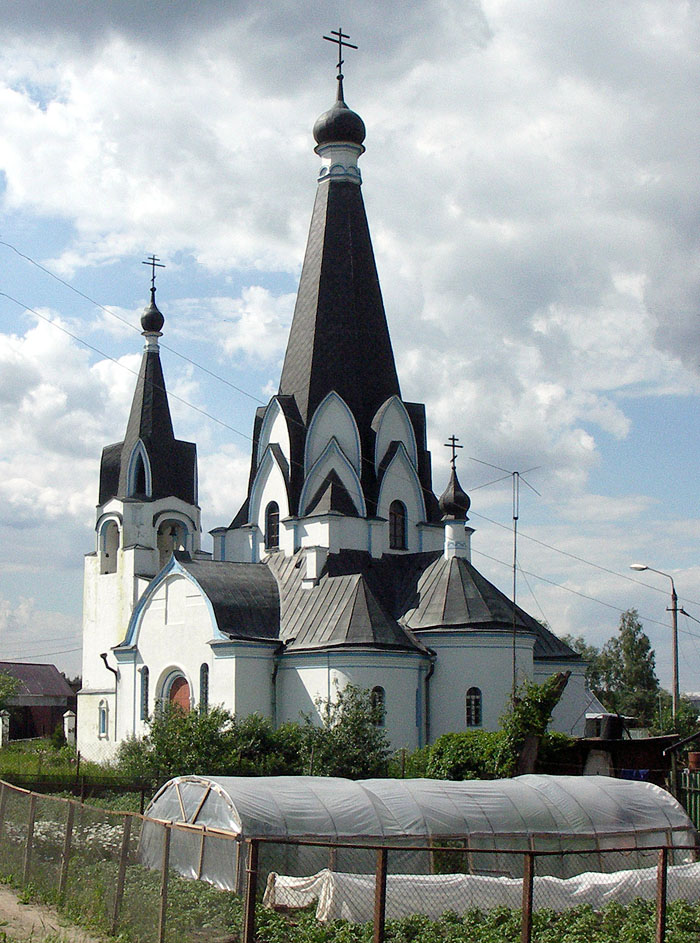
کلیسای باورمندان کهن در استان مسکو

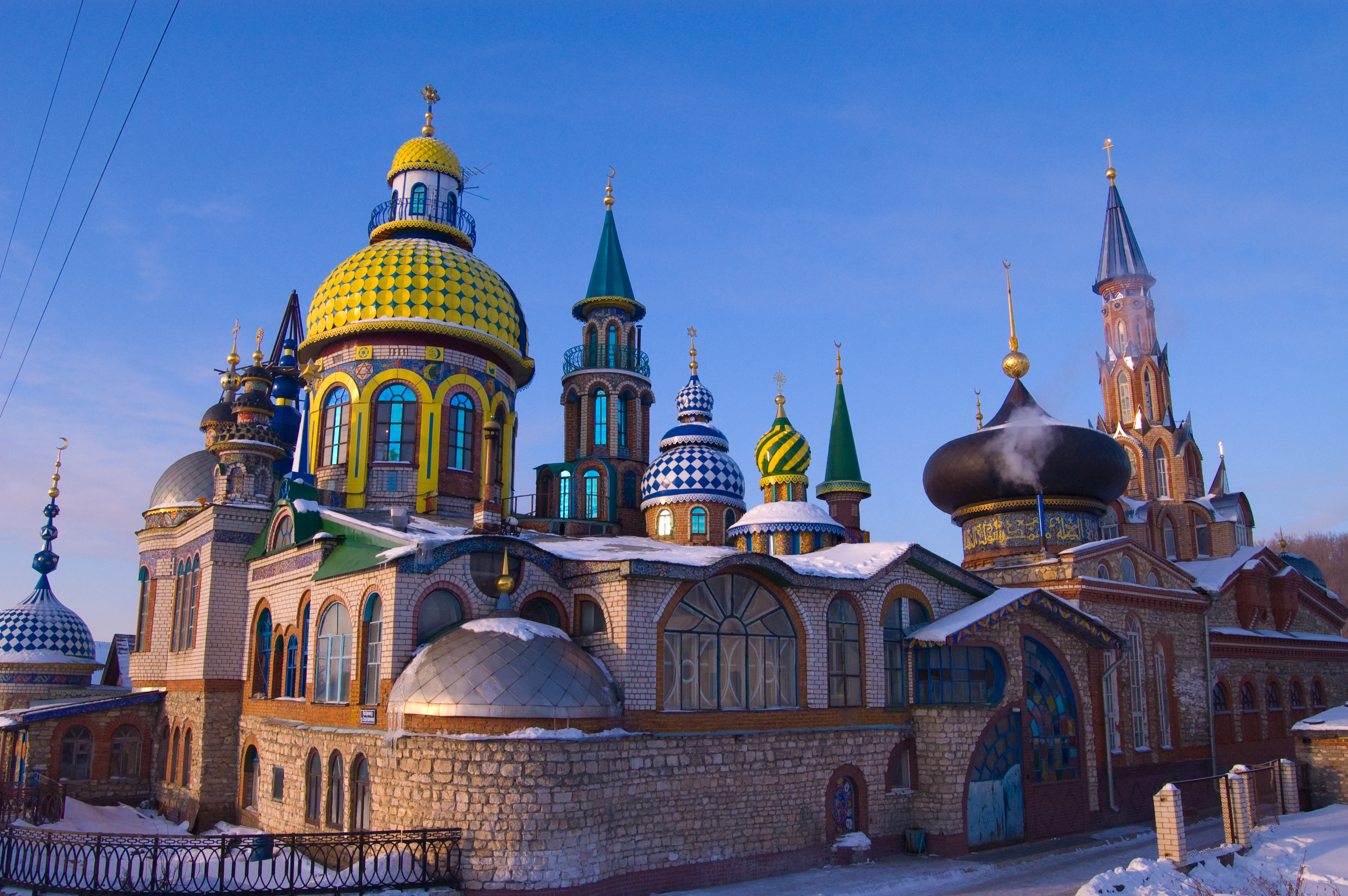
معبد همه ادیان در قازان

## جمعیت‌شناسی قومی
بیشتر ارتدکس‌های روسیه اسلاو، و بیشتر تاتارها، اوارها، قزاقها مسلمانند.
توزیع ادیان مختلف در گروه‌های قومی عمده در فدراسیون روسیه (به درصد):
| کل       | ۴۱٫۱ | ۱٫۵ | ۰٫۳ | ۰٫۲ | ۰٫۱ | ۰٫۱ | ۴٫۱ | ۲۵٫۲ | ۱۳٫۰ | ۴٫۷ | ۱٫۷ | ۰٫۲ | ۱٫۲ | ۰٫۵ | ۰٫۱ | ۰٫۱ |
| روس      | ۴۶   | ۱٫۵ | <۱  | <۱  | ۰   | ۰   | ۴٫۳ | ۲۷   | ۱۴   | ۰   | ۰   | ۰   | <۱  | ۰   | ۰   | ۰   |
| تاتار    | ۵    | <۱  | ۰   | ۰   | ۰   | ۰   | ۱   | ۱۷   | ۹    | ۵۵  | ۳   | ۱٫۳ | ۱٫۶ | ۰   | ۰   | <۱  |
| اوکراینی | ۴۵   | ۲   | <۱  | <۱  | <۱  | ۰   | ۷   | ۲۶   | ۱۲   | <۱  | ۰   | ۰   | <۱  | ۰   | ۰   | ۰   |
| چوواش    | ۵۸   | ۴   | <۱  | ۰   | ۰   | ۰   | ۲   | ۲۲   | ۸    | ۰   | <۱  | ۰   | ۲   | ۰   | ۰   | ۰   |
| باشقیر   | ۱    | ۰   | ۰   | <۱  | <۱  | ۰   | ۱   | ۲۵   | ۱۱   | ۴۳  | ۶   | <۱  | ۲   | <۱  | ۰   | <۱  |
| ارمن     | ۳۵   | ۷   | ۰   | ۰   | ۱٫۸ | ۰   | ۱۳  | ۲۵   | ۷    | ۱   | <۱  | ۰   | <۱  | ۰   | ۰   | ۰   |
| آوار     | ۲    | ۰   | ۰   | ۰   | ۰   | ۰   | ۰   | ۵    | ۲    | ۲۴  | ۶۶  | <۱  | ۱٫۲ | ۰   | ۰   | ۰   |
| مردوین   | ۶۰   | ۰   | ۰   | ۰   | ۰   | ۰   | ۷   | ۱۴   | ۱۲   | ۰   | ۰   | ۰   | <۱  | ۰   | ۰   | ۰   |
| آلمانی   | ۱۸   | ۲   | ۰   | ۳٫۲ | ۷٫۲ | ۱٫۲ | ۵   | ۳۴   | ۱۸   | ۰   | ۰   | ۰   | ۲   | ۰   | ۰   | ۰   |
| یهودیان  | ۱۳   | ۰   | ۰   | ۰   | ۰   | ۰   | ۴   | ۲۵   | ۲۷   | ۰   | ۰   | ۰   | ۳   | ۴   | ۱۳  | ۰   |
| قزاق     | ۳    | ۰   | ۰   | ۰   | ۰   | ۰   | ۱   | ۱۴   | ۷    | ۵۴  | ۷   | ۱٫۱ | ۵٫۹ | ۰   | ۰   | <۱  |
| بیلوروسی | ۴۶   | ۴٫۶ | ۱٫۴ | <۱  | ۱٫۳ | ۰   | ۳   | ۲۰   | ۱۵   | ۱   | ۰   | ۰   | ۰   | ۰   | ۰   | <۱  |

## نگارخانه

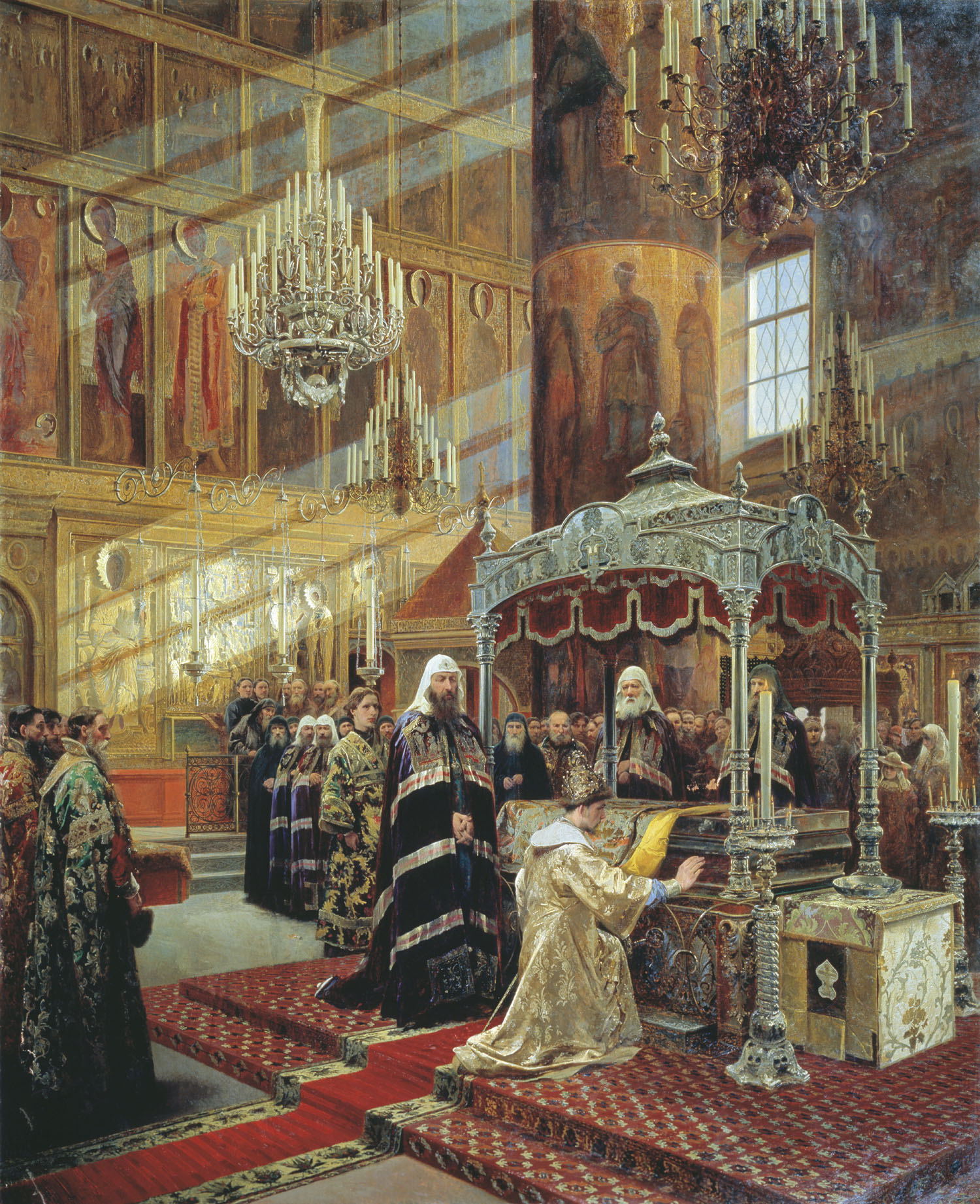
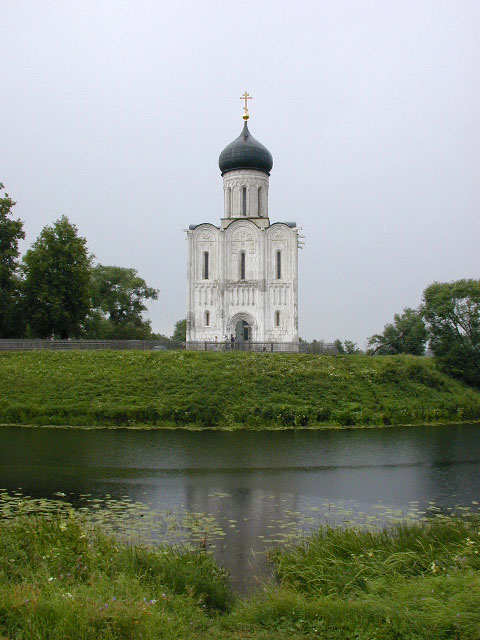
بوگولیوبوفو، روسیه
- ارتدکس در روسیه